# Jan van Bijlert
Jan Hermansz van Bijlert (1597/1598 – november 1671) var en hollandsk kunstmaler som var aktiv i den Den hollandske guldalder og del af Utrecht-caravaggisterne.
Jan van Bijlert blev født i Utrecht, som en søn af en glasmaler, han blev student af Abraham Bloemaert. Han havde en dannelsesrejse hvor han kom forbi Frankrig og Italien, i 1621 var han i Rom hvor han der blev del af en gruppe af malere der var kendt som Bentvueghels, men i 1624 var han tilbage i Utrecht. Her blev han bestyrer af Sint-Jobsgasthuis. Han døde i Utrecht.